# Stenostomum ekmanii
Stenostomum ekmanii är en måreväxtart som först beskrevs av Attila L. Borhidi, och fick sitt nu gällande namn av Attila L. Borhidi. Stenostomum ekmanii ingår i släktet Stenostomum och familjen måreväxter. Inga underarter finns listade i Catalogue of Life.